# روث سانت دينيس
روث سانت دينيس (بالإنجليزية: Ruth Saint Denis)‏ هي فنانة أمريكية، ولدت في 20 يناير 1879 في نيوآرك في الولايات المتحدة، وتوفيت في 21 يوليو 1968 في هوليوود في الولايات المتحدة.

## وصلات خارجية
- روث سانت دينيس على موقع IMDb (الإنجليزية)
- روث سانت دينيس على موقع الموسوعة البريطانية (الإنجليزية)
- روث سانت دينيس على موقع قاعدة بيانات برودواي على الإنترنت (الإنجليزية)
- روث سانت دينيس على موقع قاعدة بيانات برودواي على الإنترنت (الإنجليزية)